# Marcha del Orgullo LGBT de San Pedro Sula
La Marcha del Orgullo LGBT de San Pedro Sula es una manifestación que se celebra de forma anual en San Pedro Sula, Honduras, en conmemoración del Día Internacional del Orgullo LGBT. La primera edición se realizó en 2000 y cada año reúne a centenares de personas, llegando a las mil en 2022.
La manifestación se realiza como forma de visibilizar a las poblaciones LGBT hondureñas y exigir igualdad de derechos, con un recorrido que va desde la Avenida Tercera por la Calle Primera hasta llegar a la Plaza de las Banderas, junto al Estadio Francisco Morazán.
La sexta edición de la marcha, ocurrida en 2006, fue la primera en contar con un contingente exclusivo de mujeres lesbianas, quienes pertenecían a una agrupación denominada «Mujer sin límite».
La edición de 2022 fue notoria por contar con la presencia de figuras políticas como el vicealcalde de la ciudad, Omar Menjívar, la gobernadora del Departamento de Cortés, Alexa Solórzano, y el diputado Víctor Grajeda.